# 村越周司
村越 周司（むらこし しゅうじ、本名同じ、1972年10月13日 - ）は、日本のお笑い芸人・ピン芸人。2022年10月からYouTuberとして「お笑いディスり家」を称している。大阪府高槻市出身。血液型B型。175cm・65kg。吉本興業所属。芸人仲間の愛称は「むらこ」。

## 略歴・人物
三兄弟の次男で既婚者。2人の息子がいる。
陣内智則、ハリガネロック、中川家、たむらけんじらと同期の大阪NSC11期生。同期生で松口祐樹（現ユウキロック）とのコンビを解散したばかりの小林友治（現ケンドーコバヤシ、以下ケンコバ）にその独特のギャグセンスを高く買われ、1995年に「モストデンジャラスコンビ」を結成。名付け親はG★MENSのザコシショウ（現ハリウッドザコシショウ）。一部で高い評価を受けていたが、村越が2000年に突然「歯科技工士を目指す」と言い出し廃業、コンビは解散する。村越自身が元来の小心者で舞台に立つ緊張に耐えられなかったのが理由だった。コンビ解消はケンコバの不仲が原因ではなく、ケンコバが「あいつ、ええ奴なんです」と村越を語るように、解散後も素人としてケンコバの出演番組に度々ゲストとして登場している。
その後田舎暮らしに憧れログハウス生活を試みたが断念。歯科技工士を志したのは白衣を着る仕事がしたかった為であるが、歯科技工士は特に白衣を常用する仕事ではなく、専門学校の講師に不器用と言われて辞め（合格率99%といわれる国家試験で不合格となった）、あるときバッファロー吾郎とケンコバの番組『スッごい!おとなの時間』（MBSラジオ）の公開収録に出演。その際に刺激を受けたのか、2006年に突如フリーのギャグ芸人として復帰宣言し2006年5月7日『もうギャグしかしない』をワッハ上方演芸ホールで開催した（後にこのライブを収めた自主制作DVDもリリースした）。
自らギャグ芸人と銘打ったのは、コントやその他の活動による緊張に苛まれず、得意とするギャグのみに専念する活動を行うという意図によるものであるという。再デビュー時に敢えて事務所に所属せず立場をフリーとした事も、ギャグ以外の活動を行わない為の決意であったという。ただし、吉本興業のイベント（COWCOW主催のギャグトーナメント『秒殺』など）に出演する事もあった。また1万円プラス交通費でどこにでも出張してギャグ15連発披露するという仕事をはじめる。
2007年1月6日には『もうギャグしかしない2』を開催。5月3日放送『雨上がり決死隊のトーク番組アメトーーク!』（テレビ朝日）雨上がりファミリー!!の回でケンコバの元相方として登場、ピン芸人として初めて全国ネットでネタを披露した。9月8日『もうギャグしかしない4』を開催。同年『R-1ぐらんぷり』に出演し準決勝で敗退。
2008年1月9日放送『あらびき団』（TBS）に全国ネットで2回目の出演。3月22日放送『世界一短いギャグ祭!お笑いメリーゴーランド』（TBS）では原西孝幸、多田健二、八木真澄と共に「FUJIWARA原西チーム」の一員として出演している。
2009年12月にITギャグ芸人を目指し『村越.TV（村越テレビ）』を立ち上げ、活躍の幅を広げている。
2010年11月、自身のTwitterで再び吉本興業の所属になったことを発表した。
テレビに出演するときの衣装は「NO GAG NO LIFE」と書かれたTシャツにステテコ姿が多い。
2015年現在、芸人の傍らガードマンのアルバイトをしている。

## 逸話
自身のあがり症を表すエピソードは、在阪バラエティ番組「すんげー!Best10」内でのユニットコント「テンション最高裁判所」において『ラストで中央に出てきて、手に持った感電スイッチを押すだけ』の役で出演するが、そのスイッチの押す場所を外しそうになった（スイッチは野球ボール大）。
解散する直前にはプレッシャーによる苦痛から逃げたいあまり、いつでも死んでいいよう目を瞑りながらバイクを運転していたと、テレビで証言されている。
現在はフリーライブ「怒涛のギャグ10連発!!」を北堀江の店「deltatune」で開催中。
COWCOW主催のギャグのイベント「秒殺」に非吉本（当時）から唯一出演した。
ロンドンブーツ1号2号の田村亮は同じ高校の一つ上の先輩であるが、芸人になるのが遅かったため芸歴では後輩となる。
村上ショージ、原西孝幸、八木真澄、下林朋央らと共にギャグマシーンと呼ばれる。
数ヶ月に一度、元相方のケンコバから電話が入る。電話の内容は特に無く「大丈夫か?」とだけ訊かれる。村越は「大丈夫や」とだけ答え、お互いに電話を切るという。

## 持ちギャグ
- それ取って〜でも八分後〜。
- 振り返ったら、目ぇ細い〜。
- 足痛いけど、のってきた〜。
- ジーパンの裾すんねやったら、頭すったほうがましや〜。
- 新しい餅のつき方
- ゴンゴンゴンジ、ゴンゴン、ゴンジンゴン
- いろんなパン
- ペッツ、膝からペッツ
- ズッズッタッタッズッズッタッタッ横着ドラマ〜
- ワキあまいやつがおる〜
- おれ社員のフリする　バ〜イト
- ヒジ、サポート!（ナイサポ!）
- ゼニガメ美容外科〜
- 鼻を取り外して王手〜
- あばら骨1、2本のあほ〜
- ボンタンアメの、オブラートだけなめて後はペ〜ッ!
- パンアンダーパン
- まんまんまん、まんまんまん、何はなくとも、まんまんまん〜

## 出演

### テレビ出演
- 吉本超合金K・ケンコバ大王（テレビ大阪）
- あらびき団（TBS、2008年1月9日・1月23日）
- ジャイケルマクソン（MBS、2008年2月20日）
- ブラマヨ・チュートのまる金TV（読売テレビ）
- 世界一短いギャグ祭!お笑いメリーゴーランド（TBS、2008年3月22日・10月16日）
- 雨上がり決死隊のトーク番組アメトーーク!（テレビ朝日、2007年5月3日）
- オールザッツ漫才2010（MBS）
- ごきげん!ブランニュ（ABC）
- どうなる?（東京MXテレビ、2015年8月24日） - 相方のケンドーコバヤシとは5年ぶりの共演

## DVD
- 緊急特別DVD 追悼ケンドーコバヤシさん
- もうギャグしかしない（2007年10月26日発売）
- もうギャグしかしない2